# Марисін (гміна Тишовце)
Марисін (пол. Marysin) — село в Польщі, у гміні Тишівці Томашівського повіту Люблінського воєводства.
Населення — 187 осіб (2011).
У 1975-1998 роках село належало до Замойського воєводства.

## Демографія
Демографічна структура станом на 31 березня 2011 року:
|          | Загалом | Допрацездатний вік | Працездатний вік | Постпрацездатний вік |
| -------- | ------- | ------------------ | ---------------- | -------------------- |
| Чоловіки | 91      | 17                 | 58               | 16                   |
| Жінки    | 96      | 10                 | 45               | 41                   |
| Разом    | 187     | 27                 | 103              | 57                   |